# Crella mollior
Crella mollior är en svampdjursart som beskrevs av Topsent 1925. Crella mollior ingår i släktet Crella och familjen Crellidae. Inga underarter finns listade i Catalogue of Life.